# 구두가 발에 맞는다면
《구두가 말에 맞는다면》(영어: If The Shoe Fits)는 1990년에 공개된 미국 텔레비전 영화이다.

## 줄거리
신발 디자이너를 꿈꾸는 켈리는 파리에서 길 잃은 요정 완다를 도와준다. 완다는 켈리가 고안한 신발에 마법의 힘을 불어넣고, 이 신발을 신은 켈리는 미인으로 변모한다. 한동안 부진을 겪고 있던 유명 디자이너 프란체스코 살비토레는 변신한 켈리를 보고 본인 브랜드에 새 얼굴로 삼고자 하는데...

## 출연진
- 롭 로 - 프란체스코 살비토레(프랜체스코 샐비토리) 역
- 제니퍼 그레이 - 켈리 카터 / 프루던스 역
- 엘리자베트 비탈리 - 베로니크 역
- 안드레아 페레올 - 완다(방다), 요정 역
- 레베카 포토크 - 미미 역
- 사샤 브리케 - 시라지 역

## SBS 성우진 (1996년 10월 27일)
- 장세준 - 살비토레(롭 로)
- 김수경 - 켈리(제니퍼 그레이)
- 이선영 - 완다(안드레아 페레올)
- 박신영 - 미미(레베카 포토크)
- 이종오 - 시라지(사샤 브리케)
- 안종익 - 운전자(장클로드 라그니에)
- 함수정 - 베로니크(엘리자베트 비탈리)
- 차명화 - 타피(플로랑스 펠리)
- 송덕희 - 도미노(알리손 오르뉘)
- 임명주 - 직원(파비앵 쇼다)
- 구자형 - 운전자(라이넬 베일리)